# Joseph Andorfer Ewan
Joseph Andorfer Ewan (24 de outubro de 1909 – 5 de dezembro de 1999) foi um botânico norte-americano.